# Sebile
Sebile, escrita alternativamente como Sedile, Sebille, Sibilla, Sibyl, Sybilla y otros nombres similares, es una mítica reina o princesa medieval que es representada frecuentemente como un hada o una hechicera en las leyendas artúricas y en el folclore italiano. Interpreta una variedad de roles, desde la dama más fiel y noble hasta una seductora malvada, a menudo relacionada con el personaje de Morgan le Fay o en sustitución de esta. Algunas historias la representan como esposa del rey Carlomagno o del príncipe Lancelot, e incluso como antepasada del rey Arturo .

## Orígenes

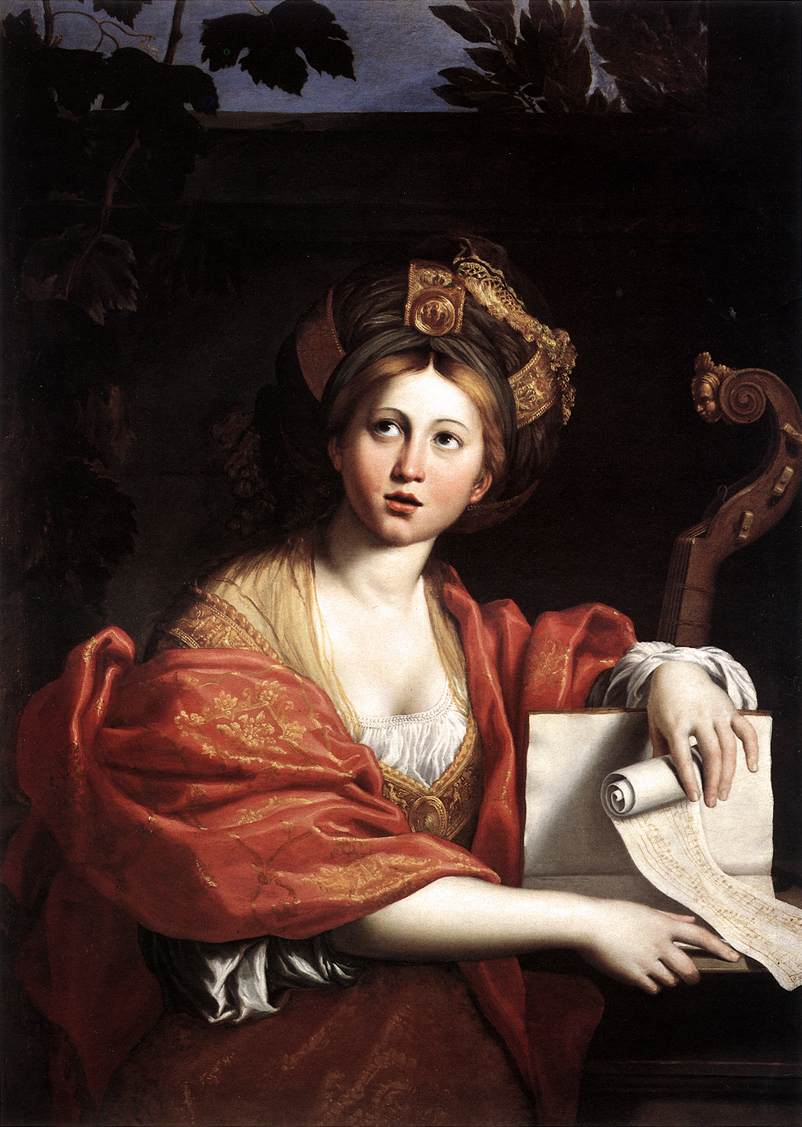
La sibila de Cumas de Domenichino

El personaje de Sebile tiene sus primeras raíces en la figura griega antigua de la sacerdotisa y profetisa virgen conocida como la Sibila de Cumas. Este tema clásico se transmutó más tarde en un personaje cristianizado llamado Sibila en la mitología cristiana de la Alta Edad Media. La transformación posterior durante la Baja Edad Media finalmente la convirtió (según lo resumido por Alfred Foulet) de "la sibila de la antigüedad, una profetisa humana poseída por Dios, en un hada del romance medieval, particularmente artúrico, una reina y hechicera, solo rara vez virginal y profética, generalmente una maga lujuriosa que atrae a los héroes a su guarida del otro mundo para sesiones de coito prodigiosamente prolongadas. En la leyenda medieval tardía, Sybil / Sybilla / Sebille llega a parecerse tanto a Morgan le Fay que se fusiona con ella en aquellos momentos en los que no es rival o compañera de Morgan".

## Materia de Francia
La reina Sebile aparece por primera vez en el texto de la Materia de Francia Chanson des Saisnes (Canción de los sajones, escrita c. 1200) como la joven y hermosa segunda esposa (o hija en versiones posteriores) del rey sajón llamado Guiteclin o Geteclin (en representación del Viduquindo histórico), que lucha contra los francos. La reina Sebile se enamora del sobrino del rey franco Carlomagno y hermano de Roldán, Balduino, por quien traiciona a su marido. Después de la muerte de Guiteclin, ella se casa con Balduino, quien se convierte así en el rey de Sajonia.
Versiones posteriores de varios países la representan en cambio como hija del rey Desiderio de Lombardía en Macaire ou la Reine Sebile; del emperador de Constantinopla en La Chanson de la Reine Sibile y en Historie vander coninghinnen Sibilla de Willem Vorsterman; o del rey pagano Agolant en La Reine Sebile. Esta Sebile no se casa con Balduino, sino con el mismo Carlomagno.
En el poema épico francés de principios del siglo XIII Huon de Burdeos, Sebile es prima del héroe epónimo de la historia, el caballero franco Huon de Burdeos . Ella usa sus habilidades mágicas para ayudar a Huon a matar a su captor: un monstruoso gigante de más de cinco metros de altura llamado Orgullo ( l'Orgueilleux ), a quien Huon derrota y decapita después de un terrible duelo. En La Chanson d'Esclarmonde, una de las continuaciones de Huon, Sebile es una de las tres hadas mencionadas por su nombre cuando son convocadas por la reina de las hadas Morgue (Morgan), Dama de la Isla Oculta (Avalon), para dar la bienvenida a Huon y a Esclarmonde, la amante de este e hija del Emir de Babilonia.

## Materia de Bretaña
Sebile hace su primera aparición conocida en una leyenda artúrica en el poema alemán de finales del siglo XII Lanzelet de Ulrich von Zatzikhoven, en el que el hada amante del príncipe Lancelot se llama Iblis (o Yblis), un anagrama de Sibil/Sybil. Allí, ella es la única hija de Iweret of the Beautiful Forest (Beforet), una enemiga de la familia de la madre adoptiva de Lancelot, el hada del mar Reina de la Tierra de las Doncellas. Iblis es la mujer más virtuosa, como lo demuestra una prueba de capa mágica (un tema posiblemente central de toda la historia), en la que se enamora de Lancelot en un sueño profético incluso antes de conocerlo. Después de que Lancelot mata a su padre en combate (ella se desmaya cuando él pelea y lo perdona instantáneamente después de su victoria) y descubre su nombre e identidad real, la princesa Iblis se casa con él como el nuevo rey de este reino. Lancelot luego se va para derrotar a cien caballeros y casarse con la Reina de Pluris (casándose por cuarta vez), pero finalmente escapa de ella y regresa con la fiel Iblis y su reino. Gobernando juntos las tierras de ambos, tienen cuatro hijos y luego ambos mueren el mismo día.

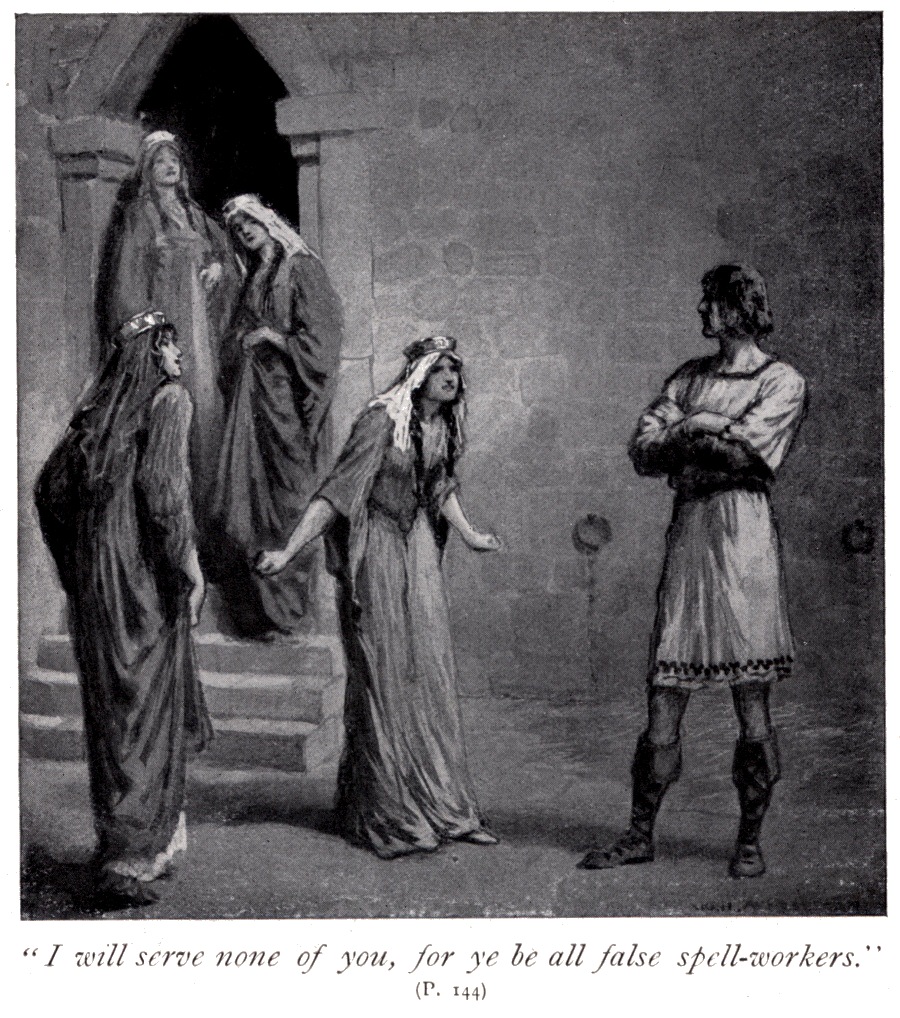
"No serviré a ninguno de vosotros, porque sois todos hechiceros falsos". Ilustración de William Henry Margetson para Legends of King Arthur and His Knights resumida de Le Morte d'Arthur (1914)

En el ciclo de prosa francés Lancelot-Grial de principios del siglo XIII, la reina Sebile (Sedile le roine) o Sebile la hechicera (Sebile l'enchanteresse) se convierte en un personaje malvado. Participa en el secuestro de Lancelot, orquestado por ella, Morgan le Fay y la Reina de Sorestan. Esta historia se hizo conocida a través del recuento de Thomas Malory en su popular Le Morte d'Arthur, donde las tres reinas se convirtieron en cuatro: la reina Morgan de Gorre (Rheged) y el trío sin nombre de la reina de Norgales (North Galys, que significa Gales del Norte), la Reina de Eastland y la Reina de las Islas Exteriores (identificadas por Malory como las Hébridas). Las reinas de Eastland y Sorestan parecen idénticas en ambas versiones, por lo que Sebile parece ser la Reina de North Galys o de las Islas Exteriores en el cuento de Malory. Todas ellas son descritas como las magas más poderosas del mundo después de la Dama del Lago. Sebile, la más joven de ellas, es tan experta en la hechicería que se las arregló para volver inofensivo a Cerberus durante su visita al Infierno. En un conocido episodio de Lancelot-Grail, que se encuentra prácticamente sin cambios en la compilación de Malory, las reinas cabalgan juntas cuando encuentran al joven Lancelot dormido junto a un manzano (las manzanas son un símbolo de encantamiento en las leyendas). Asombradas por lo hermoso que es Lancelot, como un hada, discuten sobre quién de ellas sería la más merecedora de su amor por razones distintas a su rango social y poderes mágicos similares (al menos en la versión original en francés, ya que Malory convierte a Morgan en una lidereza del grupo claramente dominante). Cada una de ellas expone diferentes motivos para ser elegidas, destacando Sebile su carácter alegre, juvenil y bello. Las reinas consideran despertar a Lancelot para pedirle que elija entre ellas, pero Morgan aconseja que lo lleven aún dormido a su castillo, donde pueden mantenerlo en su poder. Al día siguiente, las reinas se presentan ante el ya despierto Lancelot con sus mejores ropas y le piden que elija a uno de ellas como amante; si se niega, nunca saldrá de su prisión. A pesar de esta amenaza, Lancelot, fiel a su amor secreto, la reina Ginebra, rechaza categóricamente y con desprecio a las tres. Humilladas por su respuesta, las reinas enojadas arrojan a Lancelot a un calabozo, pero pronto es liberado por la hija del enemigo del rey de Norgales (ya sea el rey Bagdemagus de Gorre o el duque de Rochedon) quien le pide que luche por su padre en un próximo torneo.
En Les Prophéties de Merlin (escrito c. 1276), Sebile es parte de un cuarteto de hechiceras: además de Sebile y Morgan, siendo aquí su única amante entre todas las mujeres; también incluyen a la Reina de Norgales y la Dama de Avalon. Todas ellas son antiguas alumnas de Merlín, que había recibido poderes de magia oscura a través de su origen demoníaco, y también tienen buenas relaciones con el extremadamente malvado caballero Brius Sin Piedad (Brehus sans Pitié). Sebile sigue siendo una hechicera poderosa, cuyas habilidades especiales incluyen la invisibilidad, pero es claramente inferior a la Dama; esto se evidencia en el episodio donde Sebile y la Reina de los Norgales atacan juntas el castillo de la Dama con su magia (en el caso de Sebile, tratando de prenderle fuego) sin ningún efecto real, mientras que la Dama toma represalias quitándole la ropa sin esfuerzo y haciendo visible para todos la desnudez de Sebile. Morgan también es más habilidosa en su magia y parece estar en una relación de maestra-discípula con la joven Sebile, pero se igualan en lujuria. Las dos suelen ser compañeras inseparables, pero esto se pone a prueba cuando se convierten en rivales para seducir al caballero viudo conocido como Berengier de Gomeret o Bielengier el Hermoso (Bielengiers li Biaus), quien primero pasa una noche con Sebile pero luego se va para casarse con una de las damas de Morgan, la virgen Lily Flower (Flour de Lis), que había secuestrado a su hijo para Morgan. Esto da como resultado una pelea que va desde un intercambio de los peores insultos hasta una pelea física que deja a Morgan medio muerta a golpes por parte de la joven Sebile; la Reina de Norgales luego salva a una arrepentida y aterrorizada Sebile de la venganza de Morgan al recordarle a Morgan cómo ambas le robaron al hermano de Lancelot, Ector de Maris, pero ella las había perdonado, y Morgan y Sebile pronto se reconcilian por completo. También hay otros caballeros que Sebile desea, especialmente Lamorak.

En el texto francés conocido como el Livre d'Artus ( Libro de Arturo, escrito c. 1280), Sebile (Sebille) es una hermosa reina pagana del Reino de las Hadas (la Terre Fae ) Sarmenie, que acaba de perder su marido. La reina Sebile tiene una aventura con el caballero de Arturo, Sagramore, quien al principio es su prisionero hasta que él la seduce. Sagramore convierte a Sebile al cristianismo cuando ella se bautiza apresuradamente después de que él se negara a acostarse con una pagana. Un caballero malvado conocido como Faery Black Knight (Le Noir Chevalier Faé, Cheualiers Faez) o Baruc the Black (Baruc li Noirs) se revela como el responsable de haber matado al marido anterior de Sebile para casarse con ella. Luego, el villano es derrotado en una gran batalla y capturado más adelante en un duelo personal contra Sagramore con la ayuda de Sebile. Después de eso, Sebile se casa con Sagramore, quien se queda con ella durante 15 días antes de partir para reanudar su aventura.
En el romance en prosa francés anónimo Perceforest, una precuela masiva de la leyenda artúrica escrita c. 1330, la hechicera más bella, sabia y honorable Sebile es conocida de forma variable como Sebile del lago (Sebile du Lac) o la Dama del lago, Sebile del castillo rojo (Dame du Lac, Sebile du Chastel Vermei). En este cuento, el rey Arturo es descendiente de la unión de Sebile y Alejandro Magno. Alejandro es al principio un joven caballero antes de convertirse en el rey Alejandro de Inglaterra y luego luchar para conquistar el mundo. Sebile se enamora de Alejandro nada más verlo; ella lo incita a entrar en su Castillo del Lago (más tarde el Castillo Rojo) oculto por la niebla por arte de magia y lo mantiene allí a través de la seducción. Luego, su amor mutuo crece, especialmente después de que Sebile lo cuida hasta que recupera la salud por una herida grave y Alejandro levanta el sitio de su castillo al derrotar a sus enemigos. En un episodio, una viajera Sebile es atacada por cuatro malvados caballeros que quieren violarla, pero el caballero escocés Tor de Pedrac llega en el último momento y mata a los villanos (sus cabezas cortadas se preservan con un hechizo y son entregadas como regalo para él como memorial de este hecho). Después de que Alejandro  muere, Sebile se casa con Vestige of Joy, también conocido como el Caballero del Águila Negra, y le da una hija llamada Alexandre, también conocida como la Doncella de los Dos Dragones. Otros personajes incluyen a su prima Gloriane, la dama del castillo Darnant.

## Folclore italiano y otra literatura clásica
Otra Sebile aparece más tarde a fines del siglo XIV en el francés Le Roman d'Eledus et Serene como sirvienta de la heroína Serene, "versada en la ciencia del amor". Serene y Sebile se consideran dobletes.

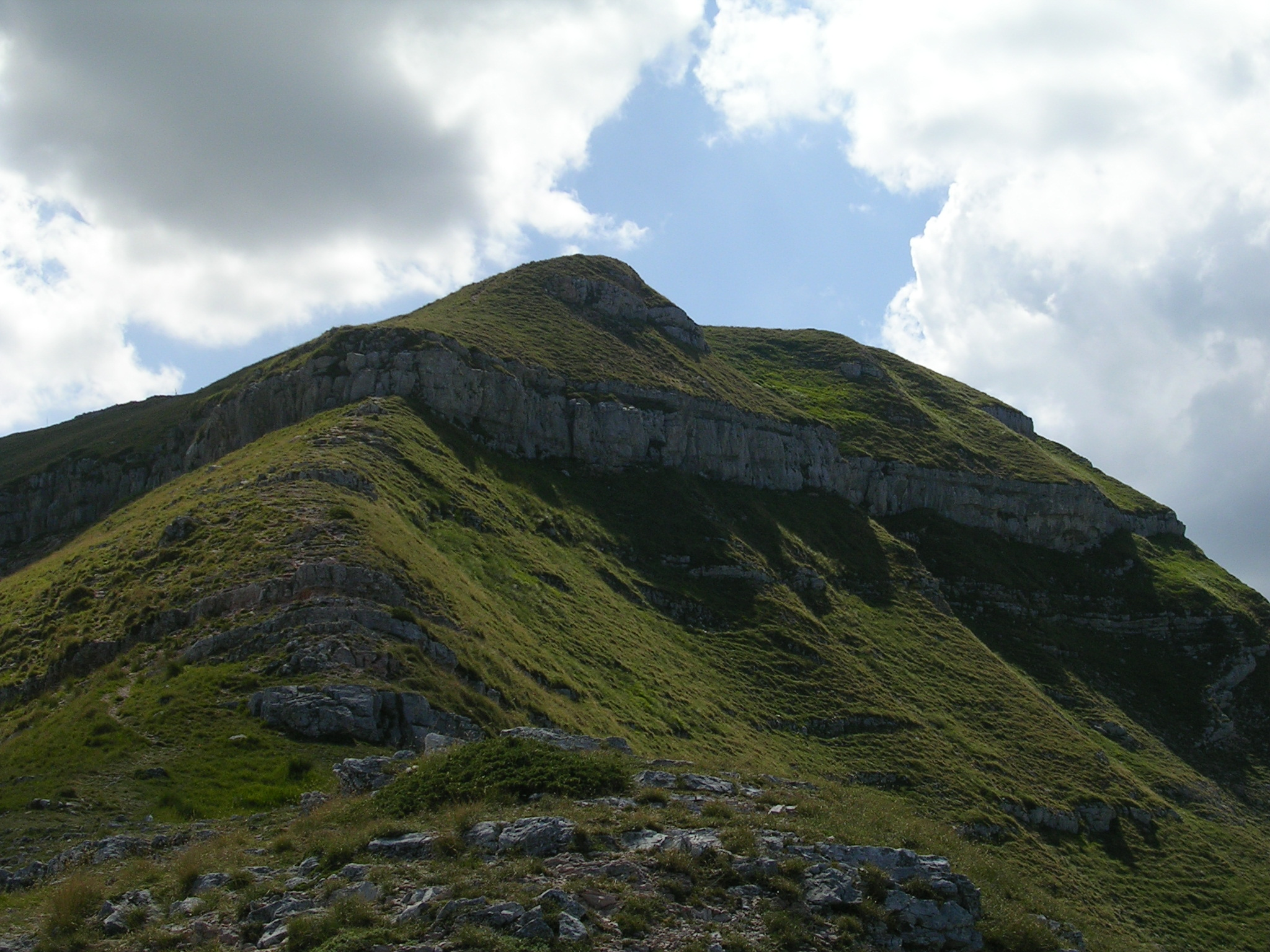
El pico del Monte Sibilla

En el centro de Italia, Sebile aparece en una versión local del tema Venusberg de la mitología germánica . En El paraíso de la reina Sebile (Le Paradis de la Reine Sebile, Il paradise della regina Sibilla), Antonio de la Sale registra una leyenda popular que escuchó de los lugareños en la montaña acertadamente llamada Monte Sibilla en 1420: se representa a Sebile / Sibilla como una hada y hechicera demoníaca que vive con un séquito de ninfas amorosas en palacios magníficos y jardines exuberantes dentro de un reino encantado subterráneo, parecido a un paraíso (inspirado en el Avalon de Morgan). Acoge a los invitados en su reino de placer carnal (voluttà), pero, si, enredados en estas delicias, pasan allí más de un año, los invitados quedan atrapados para siempre en la dicha pecaminosa, esperando el Juicio Final con las hadas.
En La Salade de la Sale (escrito c. 1440), un caballero alemán y su escudero ingresan al reino de la reina Sebile por curiosidad y se deleitan durante un año con sus placeres prohibidos. Antes de que sea demasiado tarde para él, el caballero se da cuenta de lo pecaminoso de esto al presenciar cómo las bellas damas se transforman cada semana en víboras y escorpiones por una noche, por lo que escapa y se apresura a Roma para confesarse con el Papa justo a tiempo. El escudero, que se arrepiente de haber dejado los placeres del reino de las hadas, escapa y regresa al paraíso terrenal de Sebile; el Papa envía mensajeros con la noticia de su absolución, pero llegan demasiado tarde. Sibilla está dotada de sus famosos poderes proféticos, pero solo da malas noticias, nunca buenas. En una historia similar incluida en el romance de caballería en prosa escrito por Andrea da Barberino, Il Guerrin Meschino (la parte escrita c. 1391), un piadoso caballero, aconsejado de buscar al hada Sebile (fée Sébile) en su morada en la montaña cerca de Norcia, pasa a través de una cueva al reino de Sebile; permanece allí durante un año, pero rechaza toda tentación y solo intenta aprender sobre su parentesco, sin éxito. Se resiste audazmente a los avances halagadores del hada y sus doncellas, de cuya naturaleza siniestra sospecha, pero más tarde también recibe la absolución después de confesarse con el Papa.
Sebile es también un personaje recurrente en las obras italianas del siglo XVI, como en L'Italia liberata dai Goti (1547) de Gian Giorgio Trissino. Los nombres y personajes de Sebile (Sibilla), Morgan le Fay (Fata Morgana) y la reina de las hadas Alcina son a menudo intercambiables en los cuentos de hadas italianos; por ejemplo, Morgan sustituye a Sebile en Magico del siglo XV de P.A. Caracciolo. El Ragionamenti del siglo XVI de Pietro Aretino menciona a cierta "hermana de Sibilla de Norcia y tía de Morgan el Hada (Fata Morgana)".

## Ficción moderna
- Las malvadas reinas de Wasteland y North Galis aparecen con Morgan en The Life of Sir Aglovale de Galis (1905) de Clemence Housman para asegurarse de que Arthur muera después de su última batalla y no sea salvado por el encantamiento de Nimue.[49]
- Lady Sybil aparece en el musical Camelot, interpretado por Sue Casey en la adaptación cinematográfica de 1967.
- Los hechos del Rey Arturo y sus nobles caballeros de John Steinbeck vuelve a contar la escena de Lancelot y las Cuatro Reinas de Malory con mucho más detalle.
- La escena del secuestro de Lancelot también aparece en el videojuego de aventuras de 1988, Lancelot. Allí se describe a la Reina de Northgales: "Era alta, rubia y escultural. Se decía que sus ojos imperiosos a menudo habían hecho que los caballeros se arrodillaran".
- En la serie de novelas Crónicas del señor de la guerra de Bernard Cornwell, Sebile es la hermosa esclava y compañera sajona de cabello rubio de Morgan que había perdido la razón cuando fue violada en grupo por asaltantes británicos después de su captura, hasta que Morgan la curó parcialmente.[50] Ella termina asesinada durante el saqueo de Avalon por parte del rey Gundleus en El rey del invierno de 1995.
- La novela Lancelot du Lethe de J. Robert King de 2003 incluye el capítulo "Las cuatro reinas", que vuelve a contar la versión de Malory del secuestro de Lancelot desde la perspectiva de Lancelot y Morgan.[51] Las cuatro reinas brujas aparecen nuevamente en Le Morte D'Avalon de King, donde se revela que usan su magia para gobernar sus respectivos reinos a través de sus esposos reyes como títeres.
- En la cuarta temporada de la serie animada Winx Club (2004), producida por Rainbow, Sebile, bajo el nombre de Sibylla, aparece como personaje secundario. Sibylla es una de varias "Hadas Mayores" de la Tierra, su propio título es "Hada Mayor de la Justicia", lo que requiere que siempre se mantenga neutral en los conflictos. Se la muestra viviendo en los Montes Sibilinos dentro de Italia, donde cualquier persona bajo su dominio está protegida contra daños.
- En la serie de televisión de 2011 Camelot, Sybil es interpretada por Sinéad Cusack . Ella es una misteriosa monja mayor del monasterio donde estudió Morgan, enseñándole sobre la magia y luego convirtiéndose en la consejera de esta. Finalmente, asume la culpa de la traición de Morgan y Gawain la decapita. La serie termina con Morgan rezando en la tumba de Sybil y escuchando su voz diciéndole qué hacer a continuación.
- En la novela Red de Kate SeRine de 2012, la villana Sebille Fenwick es una hechicera sídhe que ha sobrevivido hasta los tiempos modernos.
- En Farewell to Avalon de JM Owens de 2017, ella había sido una de las sumas sacerdotisas de Avalon antes de Nimue.
- Sebile aparece como una héroina épica en el videojuego de 2017 King of Avalon: Dragon Warfare .

## Otras lecturas
- William Lewis Kinter, Joseph R. Keller, The Sibyl: Prophetess of Antiquity and Medieval Fay (Dorrance, 1967)